# 호세 셀레스티노 로페스
호세 셀레스티노 로페스 에체바리아(스페인어: José Celestino López Echevarria, 1983년 11월 24일 ~ )는 베네수엘라의 야구 선수이자, 전 일본 프로 야구 센트럴 리그 요코하마 DeNA 베이스타스의 소속 선수(내야수)이다.